# Saint-Rémy-du-Plain

Saint-Rémy-du-Plain este o comună în departamentul Ille-et-Vilaine, Franța. În 1 ianuarie 2022 avea o populație de 808 de locuitori.